# Abilene (Texas)
Abilene è una città situata nel Texas occidentale, tra le contee di Taylor e Jones.  La popolazione al censimento del 2010 era di 117.063 abitanti, rendendola la 27ª città più popolosa nello Stato del Texas. È la città principale dell'area metropolitana di Abilene, con una popolazione stimata nel 2011 di 166.416 abitanti. È il capoluogo della contea di Taylor. Ad ovest della città si trova la Dyess Air Force Base.
Abilene si trova al largo della Interstate 20, tra le uscite 279 del confine occidentale e 292 ad est. Abilene è situata a 241 chilometri ad ovest di Fort Worth, Texas. La città è collegata dalla I-20 a nord, dalle US 83/84 a ovest e dal Loop 322 ad est. Una ferrovia divide la città al centro in nord e sud. L'area del centro storico si trova sul lato nord della ferrovia.
Le zone territoriali a crescita più rapida della città crescono a sud-ovest, lungo Southwest Drive, Winters Freeway e il corridoio della Buffalo Gap Road; il sud-est, lungo il Loop 322, Oldham Lane, Industrial Drive e Maple Street, e nel nord-est vicino all'incrocio tra la SH 351 e la I-20. Molti sviluppi sono iniziati in queste tre aree negli ultimi anni. Tre laghi sono nella città: il lago Lytle sul bordo occidentale dell'Aeroporto Regionale di Abilene, il lago Kirby sull'angolo sud-est dove si incontrano le US 83/84 e il Loop 322, e il lago Fort Phantom Hill nella contea di Jones, nella parte settentrionale di Abilene.

## Geografia fisica
Secondo lo United States Census Bureau, Abilene si estende su di un'area di 112,2 mi² (290,60 km²).

## Storia
Fondata nel 1881 da allevatori di bestiame come punto di consegna delle scorte sulla Texas and Pacific Railway, la città prese il nome da Abilene, in Kansas,  capolinea originale della pista Chisholm. La Texas and Pacific Railway aveva aggirato la città di Buffalo Gap, capoluogo della contea in quel momento. Alla fine, un proprietario terriero a nord di Buffalo Gap, Clabe Merchant, conosciuto come "il padre di Abilene", scelse il nome per la nuova città. Secondo un quotidiano di Dallas, circa 800 persone si erano già accampate sul sito della città prima che i lotti venissero venduti. La città fu progettata dal colonnello J. Stoddard Johnson e l'asta dei lotti iniziò presto, il 15 marzo 1881. Alla fine del primo giorno, 139 lotti furono venduti per un totale di $23,810, e altri 178 lotti furono venduti il giorno dopo per $27,550.
Abilene fu incorporata nel Texas poco dopo essere stata fondata nel 1881, e gli abitanti iniziarono a mettere gli occhi su come portare il capoluogo della contea ad Abilene, e in un voto tre a uno, vinsero le elezioni. Nel 1888, il Progressive Committee fu formato per attirare le imprese nell'area, che in seguito, nel 1890, divenne Board of Trade ("Camera di commercio"). Nel 1900, gli abitanti di Abilene erano 3 411. Nel corso del decennio, il Board of Trade cambiò il suo nome in "25,000 Club" nella speranza di raggiungere, al prossimo censimento, 25 000 persone. Tuttavia, questo comitato fallì, quando la popolazione, nel 1910, era di soli 9 204. A sostituirlo fu il Young Men's Booster Club, che divenne la camera di commercio di Abilene nel 1914.
Nel 1891 venne posta la prima pietra angolare delle tre future università, la prima, chiamata Simmons College, nel 1891, che in seguito divenne Hardin-Simmons University. Il Childers Classical Institute seguì nel 1906,  Abilene Christian University, la più grande delle tre. Nel 1923 fu fondato il McMurry College e in seguito divenne McMurry University. Molto più recentemente, Abilene è riuscita a portare le filiali del Cisco Junior College e del Texas State Technical College ad Abilene, con la sede del Cisco Junior College ad Abilene.
Nel 1940, raccolse il denaro per acquistare terreni per una base militare dell'U.S. Army, situati a sud-ovest della città, chiamata Camp Barkeley, all'epoca grande il doppio di Abilene con 60 000 uomini. Quando la base fu chiusa, molti temevano che Abilene potesse diventare una città fantasma, ma nel boom del secondo dopoguerra molti militari tornarono per avviare attività commerciali. Nei primi anni 1950, i residenti raccolsero 893 261$ per acquistare 3400 acri (14 km²) di terreno per una base aerea. Oggi, la Dyess Air Force Base è il più grande datore di lavoro della città, con 6 076 dipendenti. La popolazione di Abilene è quasi raddoppiata in 10 anni da 45.770 nel 1950 a 90.638 nel 1960. Nello stesso anno fu costruita una seconda scuola superiore, la Cooper High School. Nel 1966, venne realizzato lo zoo nei pressi dell'Aeroporto Regionale di Abilene. L'anno seguente, fu approvato il finanziamento per la costruzione dell'Abilene Civic Center e del Taylor County Coliseum, oltre a importanti miglioramenti all'Aeroporto Regionale di Abilene. Nel 1969, chiuse la scuola elementare e liceale di Woodson per studenti neri, mentre si procedette all'integrazione delle scuole.
Nel 1982, Abilene divenne la prima città del Texas a creare una zona di reinvestimento nel centro della città. Tre anni dopo, il Texas State Technical College aprì una filiale ad Abilene. Nel 1989 venne costruita la French Robertson Prison Unit, in grado di ospitare 2 250 detenuti. Negli anni '80, a causa del declino delle attività petrolifere, venne applicata una tassa di vendita di mezzo centesimo destinata allo sviluppo economico. I creatori del Grace Museum e del Paramount Theatre, insieme all'Artwalk a partire dal 1992, si resero protagonisti ad un decennio di restauri nel centro della città. Nel 2004, nella zona del Loop 322, per un controvalore di circa 8 milioni di dollari, su una superficie di 153,78 km², fu costruito il Frontier Texas!, museo multimediale che illustrava la storia dell'area dal 1780 al 1880, insieme ad un nuovo campus del Cisco Junior College. Contemporaneamente, le attività commerciali iniziarono a delocalizzare la loro attività lungo l'autostrada, dalla stessa parte del campus CJC, mostrando una tendenza, lenta ma progressiva, alla crescita di Abilene attorno al Loop. Abilene divenne il centro commerciale, medico e di trasporto di un'area di 19 contee più comunemente conosciuta come "The Big Country", ma anche conosciuta come "Texas Midwest", parte della regione ecologica delle Central Great Plains. Alla fine del 2005, lo sviluppo commerciale e residenziale aveva raggiunto livelli record.

## Società

### Evoluzione demografica
Secondo il censimento del 2010, la popolazione era di 117.063 abitanti. La composizione etnica della città era formata dal 75,5% di bianchi, il 9,6% di afroamericani, lo 0,7% di nativi americani, l'1,7% di asiatici, lo 0,1% di oceaniani, il 9,2% di altre razze, e il 3,3% di due o più etnie. Ispanici o latinos di qualunque razza erano il 24,5% della popolazione.

## Amministrazione

### Gemellaggi
- Río Cuarto;
- Čita[9];
- Corinto[10]